# Vogoner
Vogoner är ett slags rymdvarelser i Douglas Adams romaner om Liftarens guide till galaxen. De beskrivs som vidriga gröna varelser 
vars tal låter som en man som försöker gurgla samtidigt som han slåss med en flock vargar. Vogonerna kommer från planeten Vogosphere men har kommit att bli hela galaxens byråkrater.
I boken namnges endast en vogon, befälhavaren för vogonernas konstruktionflotta Prostetnic Vogon Jeltz, som är förtjust i att skapa vogonpoesi.
Enligt Liftarens guide till galaxen är vogonpoesi den tredje värsta sortens poesi någon i universum kan råka ut för. (Den näst värsta sägs tillhöra azgoterna på Kria, och den allra värsta skrivs av Paula Nancy Millstone Jennings i Greenbridge, Essex, England, men utplånades i samma stund som Jorden).
I boken Liftarens guide till galaxen, och i filmen med samma namn, läser Prostetnic Vogon Jeltz följande dikt för huvudpersonerna Ford Prefect och Arthur Dent när de ertappats ombord på vogonernas rymdskepp:
| ” | Oooo fläskige fontanell, din smet bestryker mig./ Med slibbfalusker ur en guttubral skrafån, / Vid mina förfäders polyper vill jag skåda,/ hur mjälla kakakläckans ögon smäktar i sin låda, / och eljest dränk min grämjelses garott med lim av torsk som aldrig förr! | „ |

I den svenska radioteaterversionen från 1987 spelas vogonkaptenen Prostetnic Vogon Jeltz av Helge Skoog.